# Émile Colonne
Émile Colonne est un baryton français de la troupe du théâtre de la Monnaie de Bruxelles, né le 18 avril 1885 à Toulon et mort le 13 mai 1970 à Bruxelles. 

## Biographie
Émile Amable Parfait Colonne nait à Toulon le 18 avril 1885 dans une famille modeste. Son père est menuisier et rien ne prédestine le jeune apprenti plombier aimant chanter à une carrière lyrique. Une maladie pulmonaire l'amène à prendre des cours de chant à titre d'exercices respiratoires thérapeutiques. Ses dispositions naturelles le conduisent au conservatoire de Toulon puis au conservatoire de Marseille où il obtient un premier prix. 
Il épouse, à Toulon, le 7 juin 1913, une jeune pianiste: Marie-Louise Bonduel (Toulon, 22 août 1886 - Bruxelles, 30 novembre 1970), dont la famille est liée à des personnalités telles que Claude Debussy, Xavier Leroux ou Camille Saint-Saëns. Il fait ses débuts sur la scène de l'Opéra de Toulon. Sa voix de baryton d'opéra-comique et son physique de jeune premier le font remarquer par les directeurs d'opéra qui l'appellent sur les scènes de tout le pays et au-delà : Toulouse, Nancy, Strasbourg, Genève, Alger, Marseille, Tunis, Nantes. 
En 1924 il est engagé par Maurice Corneil de Thoran dans la troupe du Théâtre de la Monnaie de Bruxelles où se déroule sa carrière jusqu'en 1952, entrecoupée de récitals, concerts et rôles dans d'autres maisons d'opéra comme Paris où il chante Papageno en 1928. 
Émile Colonne meurt le 13 mai 1970 à Bruxelles.

## Répertoire
Le répertoire d'Émile Colonne compte 67 rôles dont 23 créations pour le théâtre de la Monnaie et notamment : 
Opéra
- Boniface : Le Jongleur de Notre-Dame de Jules Massenet
- Créon : Antigone d'Arthur Honegger
- Des Grieux : Manon de Jules Massenet
- Don Giovanni : Don Giovanni de Wolfgang Amadeus Mozart
- Germont : La traviata de Giuseppe Verdi
- Ourrias : Mireille de Charles Gounod
- Pandolphe : Cendrillon de Jules Massenet
- Sancho : Don Quichotte de Jules Massenet
- Il barbiere di Siviglia de Gioachino Rossini
- Grisélidis de Jules Massenet
- Roméo et Juliette de Charles Gounod

Récital
- Don Quichotte à Dulcinée de Maurice Ravel
- La Légende du preux : Aristide Carlo Scassola (nl)
- Le Rêve : Franz Schubert
- Minuit, chrétiens : Adolphe Adam